# Bahnstrecke Steinach bei Rothenburg–Dombühl
| Streckennummer (DB): | 5251 |                                    |                                    |
| Kursbuchstrecke (DB): | 921 |                                    |                                    |
| Kursbuchstrecke: | 415a (Steinach (b Rothenb. o d T) – Rothenburg ob der Tauber 1946) 415b (Rothenburg ob der Tauber – Dombühl 1946) |                                    |                                    |
| Streckenlänge: | 36,7 km |                                    |                                    |
| Spurweite: | 1435 mm (Normalspur)                                                                                              |                                    |                                    |
| Streckenklasse: | C2 |                                    |                                    |
| Maximale Neigung: | 1:64 = 16 ‰ |                                    |                                    |
| Minimaler Radius: | 400 m |                                    |                                    |
| Streckengeschwindigkeit: | 80 km/h |                                    |                                    |
| Zugbeeinflussung: | PZB |                                    |                                    |
| | |                                    |                                    |
| \| \| \| von Würzburg Hbf \| \| \| \| 0,000 \| Steinach (b Rothenburg o d Tauber) \| 368 m \| \| \| \| nach Bad Windsheim \| \| \| \| \| nach Treuchtlingen \| \| \| \| 2,714 \| Steinach Gyproc (Awanst) \| Steinach Gyproc (Awanst) \| \| \| \| Anschluss Siniat Werk Hartershofen \| \| \| \| 3,300 \| Endsee (bis 1975) \| Endsee (bis 1975) \| \| \| 5,178 \| Hartershofen \| 408 m \| \| \| 7,309 \| Schweinsdorf \| Schweinsdorf \| \| \| 11,092 \| Rothenburg ob der Tauber \| 422 m \| \| \| 12,000 \| Rothenburg ob der Tauber Wildbad \| 414 m \| \| \| 12,100 \| Anschluss AEG \| Anschluss AEG \| \| \| 14,660 \| Gebsattel \| 380 m \| \| \| \| Gebsattel Süd \| \| \| \| 17,500 \| Bockenfeld \| 376 m \| \| \| 20,200 \| Diebach-Insingen \| 383 m \| \| \| 22,700 \| Unteroestheim \| 400 m \| \| \| 24,600 \| Oestheim-Gailnau \| 427 m \| \| \| 29,700 \| Schillingsfürst \| 489 m \| \| \| 33,200 \| Wörnitz \| Wörnitz \| \| \| 35,900 \| von Crailsheim \| von Crailsheim \| \| \| 36,700 \| Dombühl \| 473 m \| \| \| \| nach Nördlingen \| \| \| \| \| nach Nürnberg Hbf \| \| \| \| \| \| \| \| Quellen: [1][2][3][4][5] \| \| \| \| | |                                    |                                    |
| Strecke | | von Würzburg Hbf                   | von Würzburg Hbf                   |
| Bahnhof | 0,000 | Steinach (b Rothenburg o d Tauber) | 368 m                              |
| Abzweig geradeaus und nach links | | nach Bad Windsheim                 | nach Bad Windsheim                 |
| Abzweig geradeaus und nach links | | nach Treuchtlingen                 | nach Treuchtlingen                 |
| Blockstelle | 2,714 | Steinach Gyproc (Awanst)           | Steinach Gyproc (Awanst)           |
| Abzweig geradeaus und nach rechts | | Anschluss Siniat Werk Hartershofen | Anschluss Siniat Werk Hartershofen |
| ehemaliger Haltepunkt / Haltestelle | 3,300 | Endsee (bis 1975)                  | Endsee (bis 1975)                  |
| Haltepunkt / Haltestelle | 5,178 | Hartershofen                       | 408 m                              |
| Haltepunkt / Haltestelle | 7,309 | Schweinsdorf                       | Schweinsdorf                       |
| Bahnhof | 11,092 | Rothenburg ob der Tauber           | 422 m                              |
| ehemaliger Haltepunkt / Haltestelle | 12,000 | Rothenburg ob der Tauber Wildbad   | 414 m                              |
| Abzweig ehemals geradeaus und nach links | 12,100 | Anschluss AEG                      | Anschluss AEG                      |
| Haltepunkt / Haltestelle (Strecke außer Betrieb) | 14,660 | Gebsattel                          | 380 m                              |
| Haltepunkt / Haltestelle (Strecke außer Betrieb) | | Gebsattel Süd                      | Gebsattel Süd                      |
| Bahnhof (Strecke außer Betrieb) | 17,500 | Bockenfeld                         | 376 m                              |
| Bahnhof (Strecke außer Betrieb) | 20,200 | Diebach-Insingen                   | 383 m                              |
| Haltepunkt / Haltestelle (Strecke außer Betrieb) | 22,700 | Unteroestheim                      | 400 m                              |
| Bahnhof (Strecke außer Betrieb) | 24,600 | Oestheim-Gailnau                   | 427 m                              |
| Spitzkehrbahnhof links (Strecke außer Betrieb) | 29,700 | Schillingsfürst                    | 489 m                              |
| Bahnhof (Strecke außer Betrieb) | 33,200 | Wörnitz                            | Wörnitz                            |
| Abzweig ehemals geradeaus und von rechts | 35,900 | von Crailsheim                     | von Crailsheim                     |
| Bahnhof | 36,700 | Dombühl                            | 473 m                              |
| Abzweig geradeaus und nach rechts | | nach Nördlingen                    | nach Nördlingen                    |
| Strecke | | nach Nürnberg Hbf                  | nach Nürnberg Hbf                  |
| | |                                    |                                    |
| Quellen: | |                                    |                                    |

Die Bahnstrecke Steinach bei Rothenburg–Dombühl ist eine eingleisige, nicht elektrifizierte Nebenbahn in Bayern. Die Strecke zweigt in Steinach bei Rothenburg ob der Tauber von der Bahnstrecke Treuchtlingen–Würzburg ab und führt nach Rothenburg ob der Tauber, die weitere Strecke nach Dombühl ist stillgelegt und abgebaut.

## Geschichte

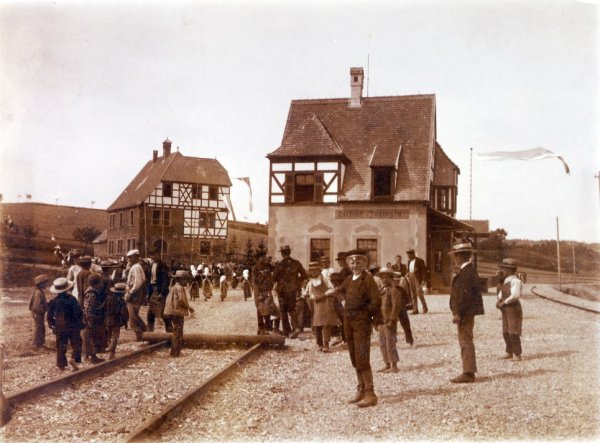
Warten auf den Eröffnungszug im Bahnhof Diebach-Insingen 1905

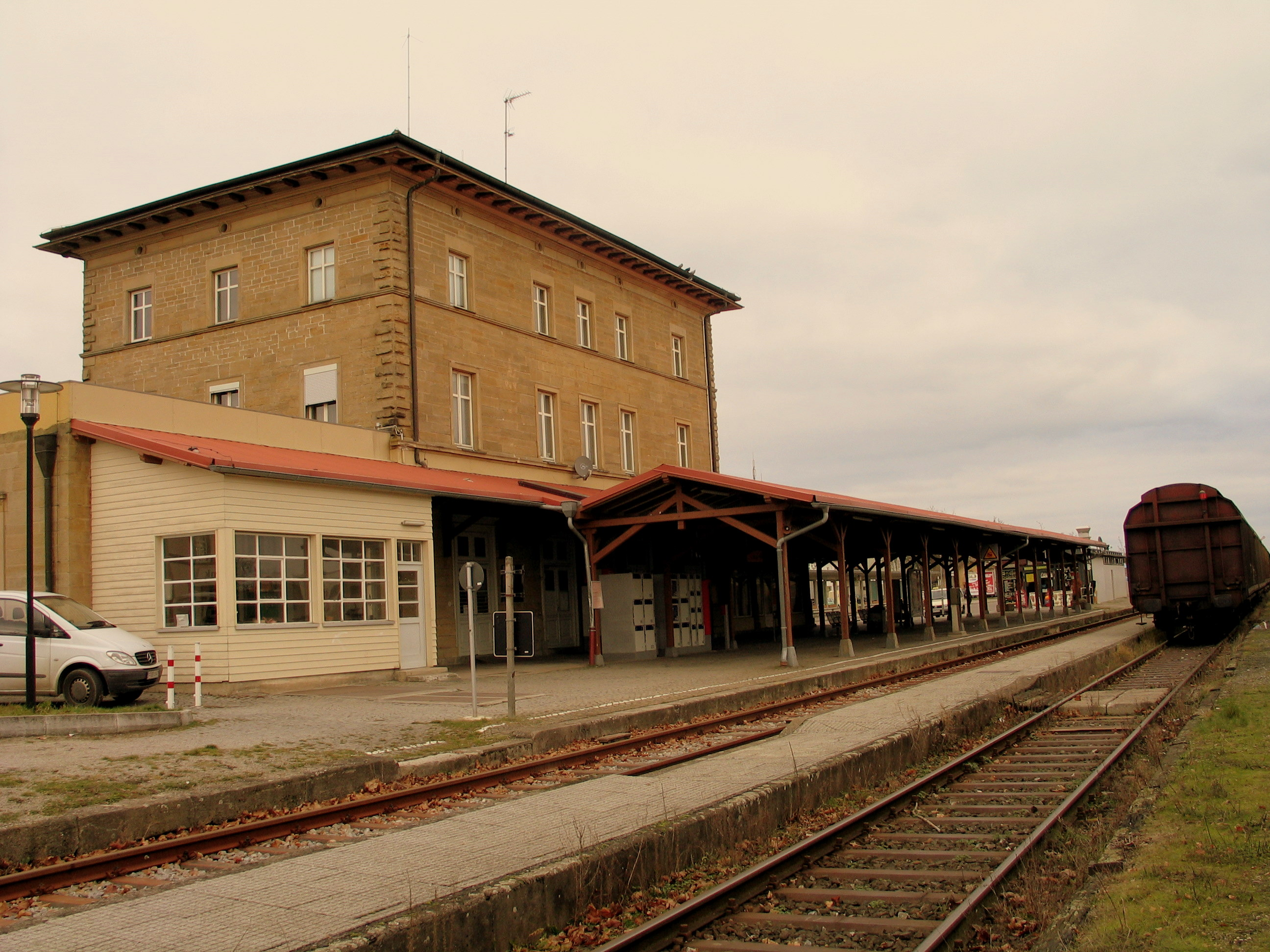
Bahnhof Rothenburg ob der Tauber

Am 1. November 1873 wurde der Streckenabschnitt von Steinach nach Rothenburg eröffnet und bescherte der ehemals freien Reichsstadt einen Eisenbahnanschluss an die bereits 1864 fertiggestellte Hauptstrecke Würzburg–Ansbach. Die Weiterführung der Stichstrecke Richtung Süden nach Dombühl, wo ein Anschluss an die 1875 eingeweihte Hauptstrecke Nürnberg–Crailsheim möglich gewesen wäre, wurde zunächst zurückgestellt. Erst 1900 wurde der Bau der Strecke von Rothenburg nach Dombühl genehmigt und schließlich war am 1. August 1905 die Gesamtstrecke befahrbar. Dieser Streckenteil wurde 1971 eingestellt und noch von Dombühl aus zum Abstellen nicht mehr benötigter offener Güterwagen benutzt.
Besonderheiten der Strecke waren der Kopfbahnhof in Schillingsfürst, die Überquerung der Europäischen Wasserscheide Rhein–Donau bei Schillingsfürst sowie die Brechung aller Züge in Rothenburg bis in die 1950er Jahre. Die Wirtschaftlichkeit des südlichen Abschnitts war stets unbefriedigend; bereits in den 1930er Jahren wurden zur Kosteneinsparung Triebwagen eingesetzt. In den 1950er Jahren verkehrte täglich ein Eiltriebwagen als „Reichsstädtezug“ von Rothenburg ob der Tauber über Dombühl, Dinkelsbühl, Nördlingen, Donauwörth und Augsburg nach München und zurück.
Da mittlerweile auch der Güterverkehr zurückgegangen war, wurde am 25. September 1971 der Gesamtverkehr zwischen Rothenburg und Dombühl eingestellt, nur zwischen Rothenburg und Gebsattel war noch bis zum 31. Dezember 1990 Güterverkehr möglich. Auch der Nordabschnitt verlor 1975 die Bedienung am Wochenende. Seit 1973 ist die Strecke ab Gebsattel fast vollständig zurückgebaut, Anfang der 1990er Jahre wurden auch die restlichen Gleise zwischen Rothenburg und Dombühl entfernt.

## Die Strecke heute
Der Nordabschnitt von Steinach nach Rothenburg wird seit 1996 überwiegend im Stundentakt von Regionalbahn-Zügen bedient; 1997 wurde der Schienenpersonennahverkehr auf der Strecke außerdem als Linie R82 (seit 2020 RB 82) in den Verkehrsverbund Großraum Nürnberg einbezogen. Ihr Fortbestand ist durch die Ausschreibung des „Dieselnetzes Nürnberg“ gesichert, für das die damalige DB Regio Mittelfranken (heute DB Regio Franken) im März 2006 von der Bayerischen Eisenbahngesellschaft den Zuschlag erhielt. Seit 14. Dezember 2008 verkehren die neuen Triebzüge der Baureihe 648 unter dem Namen „Mittelfrankenbahn“ täglich im Stundentakt. Die Strecke wird im Zugleitbetrieb betrieben, der zuständige Zugleiter sitzt in Gräfendorf.
Der stillgelegte südliche Abschnitt von Rothenburg nach Dombühl wurde zum Radweg ausgebaut, wobei von den gut 25 km nur 6 km direkt auf der ehemaligen Bahntrasse verlaufen. Der restliche Teil wurde weitgehend unmittelbar neben dem Bahndamm angelegt. In Gebsattel und im Gewerbegebiet Simonhölz wurde die Bahntrasse überbaut, eine Bahnbrücke bei Diebach und ein Einschnitt bei Unteröstheim wurden verfüllt und an mehreren Stellen wurde der Bahndamm abgetragen, um Zufahrten zu Äckern zu schaffen.

## Zukunft
Von Allianz pro Schiene wird die Verbindung Rothenburg-Dombühl als „zu reaktivierende Strecke“ angeführt. Gemeinsam mit der zu reaktivierenden Strecke Nördlingen-Dombühl entstünde eine neue Nord-Süd-Verbindung, die auch als Ausweichstrecke zwischen Augsburg und Würzburg fungieren könnte. Nördlingen und Rothenburg ob der Tauber liegen beide entlang der romantischen Straße und sind bedeutende Tourismusziele. Eine bessere Anbindung auf der Schiene könnte hierbei im Wettbewerb mit anderen Destinationen einen Vorteil bringen bzw. einen bisherigen Nachteil ausgleichen.